# Förtryck
Förtryck är tillstånd där en starkare part orättvist utövar sin makt på en svagare part, som betecknas som förtryckt. Termen förtryck används ofta för att beteckna hur en grupp hålls nere med hjälp av maktbefogenheter eller med oberättigat våld. När sådant förtryck upprätthålls och stöds av samhället och dess institutioner, brukar man tala om systematiskt förtryck.
Uppfattningen att förtryck uppkommer genom maktmissbruk och maktstrukturer är beroende på politiskt perspektiv och ideologi. Det finns olika politiska teorier och filosofier som har olika tolkningar av dessa begrepp och deras roll i samhället. Vad som uppfattas som förtryck eller orättvist enligt en politisk teori kan vara annorlunda enligt en annan. Förtryck är ett centralt begrepp inom samtida kritisk teori, såsom genusvetenskap, kritisk rasteori, postkolonialism och queerteori.
Termen är vanligt förekommande inom politisk vänster, som ofta betonar sociala och ekonomiska ojämlikheter i samhället samt maktstrukturer som upprätthåller dessa ojämlikheter, och att dessa maktstrukturer skapar förtryck och orättvisa. Man pratar om över- och underordnade grupper, motsvarande privilegierade och förtryckta grupper.
Den politiska högern ifrågasätter vänsterns uppfattning om att ojämlikhet är en form av förtryck och argumenterar dels för att den ekonomiska ojämlikhet som uppstår som ett resultat av individers fria val, fria marknader och meritokrati medför bättre levnadsvillkor för alla, dels för att ojämlikhet är en naturlig följd av människors olikheter.

## Typer av förtryck

### Politiskt förtryck
Användning av regimens maktmedel mot befolkningen i syfte att begränsa yttrandefrihet, åsiktsfrihet, föreningsfrihet, eller politiska handlingar. Det kan innefatta förbud mot politiska partier, (fack)föreningar, religiösa grupper, litteratur eller aktiviteter, frihetsberövande, tortyr, konfiskering av privat egendom och maktmissbruk mot familjemedlemmar, vänner och kollegor, i syfte att inte tillåta politiska uttryck utanför en accepterad eller påtvingad norm. FN:s deklaration om de mänskliga rättigheterna och principen om mänskliga rättigheter utformades för att stävja förtryck, genom att slå fast en begränsning av en repressiv regims makt över en individ eller en grupp av individer.

### Ekonomiskt förtryck
Användning av regimers eller organiserad brottslighets maktmedel mot befolkningen då de ekonomiska och materiella möjligheterna inskränks. Till exempel beskattning för beskydd (av stat eller maffia), en diktaturs förtryck genom stämning av oliktänkande/dissidenter, oppositionen, fackföreningar eller religiösa grupper.

### Socialt förtryck
Samhället eller starka grupperingar i samhället kan genom sina sociala normer och konventioner göra av vissa grupper fryses ut, förföljs, förlöjligas eller marginaliseras. Förtryck mot en grupp bygger ofta på den utbredda, om än omedvetna, uppfattningen att gruppen är underlägsen. När förtrycket riktas mot en individ snarare än mot en grupp, upplevs bördan av förtrycket som tyngre än om det finns en grupp att dela utfrysningens lidande med.

### Strukturellt förtryck
Ett undertryckande av en eller flera grupper som utgår från de samhälleliga strukturer och system som vi ingår i exempelvis kapitalismens förtryck av arbetarklassen, vitas förtryck av svarta, mäns förtryck av kvinnor, heterosexuellas förtryck av homosexuella.